# Rhytidocaulon baricum
Rhytidocaulon baricum är en oleanderväxtart som beskrevs av Mats Thulin. Rhytidocaulon baricum ingår i släktet Rhytidocaulon och familjen oleanderväxter. Inga underarter finns listade i Catalogue of Life.